# Distretto di Pacaipampa
Il distretto di Pacaipampa è un distretto del Perù, facente parte della provincia di Ayabaca, nella regione di Piura.